# Okręgowe ligi polskie w piłce nożnej (1924)

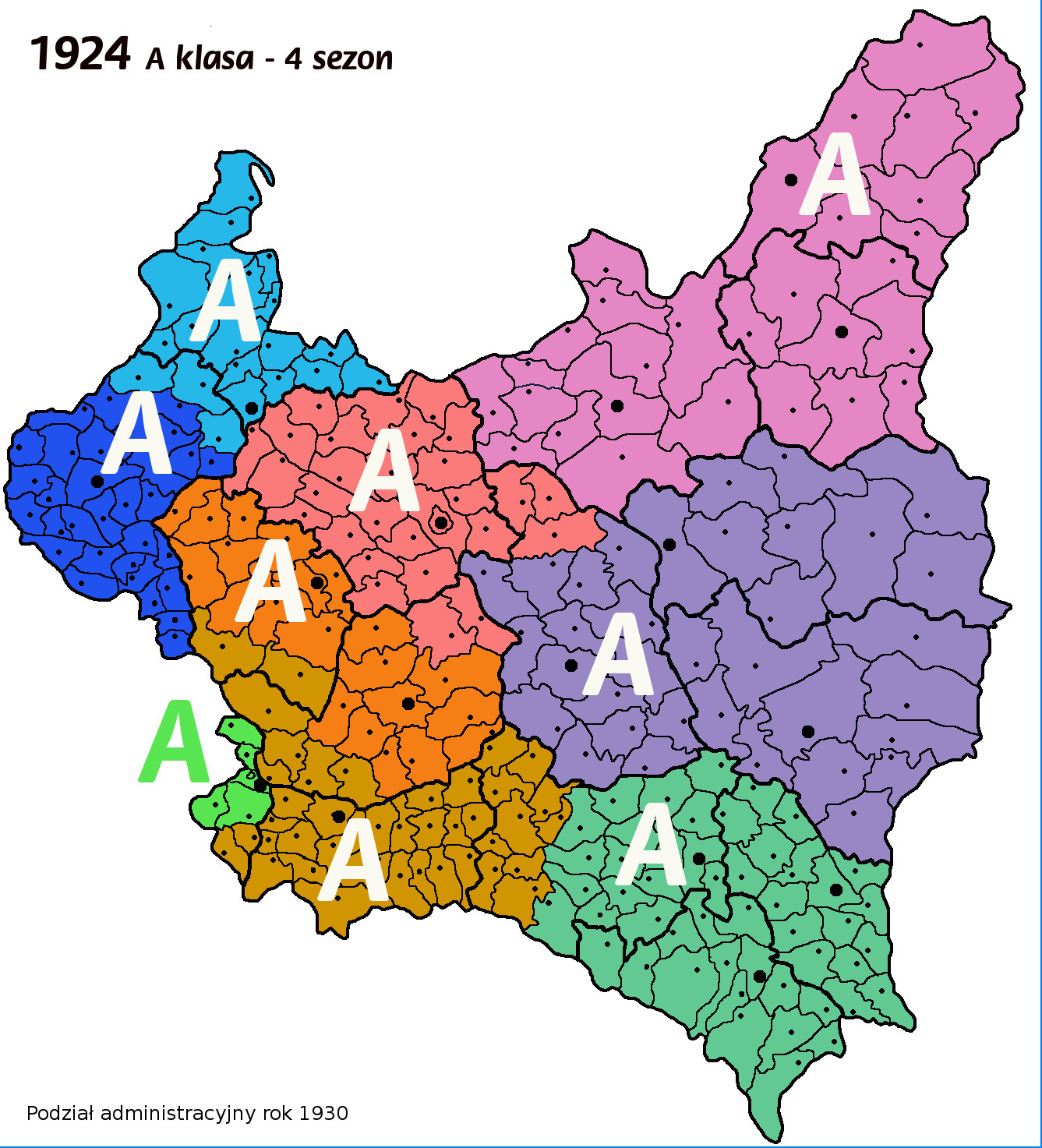
1924 rok A klasa

Okręgowe rozgrywki w piłce nożnej w sezonie 1924 odbywały się w 9 okręgach, a ich najwyższym poziomem była klasa A.
Mistrzowie okręgów uzyskali awans do turnieju w walce o tytuł Mistrza Polski.
| Poziomy rozgrywkowe w sezonie 1924 | Poziomy rozgrywkowe w sezonie 1924 | Poziomy rozgrywkowe w sezonie 1924 |
| Rozgrywki                          | P                                  | Nazwa                              |
| ---------------------------------- | ---------------------------------- | ---------------------------------- |
| Centralne                          | I                                  | Mistrzostwa Polski                 |
| Okręgowe (9 okręgów)               | II                                 | A Klasa                            |
| Okręgowe (9 okręgów)               | III                                | B klasa                            |
| Okręgowe (9 okręgów)               | IV                                 | C klasa                            |

## Rozgrywki okręgowe
W 1924 roku nie odbyły się rozgrywki finałowe Mistrzostw Polski. Mistrzowie okręgów w poszczególnych klasach A wystąpili w Mistrzostwach Polski rok później. Z tego powodu w roku 1925 pauzowała cała klasa A.

### Mistrzostwa Klasy A Górnośląskiego OZPN
- mistrz: Amatorzy Królewska Huta (AKS Chorzów)

| Poz. | Drużyna              | M  | Z    | R    | P    | Bramki | Pkt. |
| ---- | -------------------- | -- | ---- | ---- | ---- | ------ | ---- |
| 1    | AKS Chorzów (b)      | 14 | b.d. | b.d. | b.d. | 48-16  | 25   |
| 2    | Ruch Wielkie Hajduki | 14 | b.d. | b.d. | b.d. | 41-26  | 21   |
| 3    | Pogoń Katowice       | 14 | b.d. | b.d. | b.d. | 33-25  | 17   |
| 4    | 1. FC Katowice (b)   | 14 | b.d. | b.d. | b.d. | 31-21  | 15   |
| 5    | Naprzód Lipiny       | 14 | b.d. | b.d. | b.d. | 30-28  | 14   |
| 6    | Iskra Siemianowice   | 14 | b.d. | b.d. | b.d. | 22-43  | 9    |
| 7    | Orzeł Wełnowiec (b)  | 14 | b.d. | b.d. | b.d. | 20-43  | 6    |
| 8    | Strzała/Slavia Ruda  | 14 | b.d. | b.d. | b.d. | 14-37  | 3    |

- Do klasy B spadły Strzała/Slavia Ruda oraz Orzeł Wełnowiec, awansował 06 Załęże Katowice.

### Mistrzostwa Klasy A Krakowskiego OZPN
- mistrz: Wisła Kraków

| Poz. | Drużyna          | M  | Z | R | P | Bramki | Pkt. |
| ---- | ---------------- | -- | - | - | - | ------ | ---- |
| 1    | Wisła Kraków     | 10 | 8 | 0 | 2 | 37-8   | 16   |
| 2    | Jutrzenka Kraków | 10 | 7 | 1 | 2 | 13-14  | 15   |
| 3    | Cracovia         | 10 | 5 | 1 | 4 | 24-13  | 11   |
| 4    | Wawel Kraków     | 10 | 3 | 3 | 4 | 9-15   | 9    |
| 5    | BBSV Bielsko     | 10 | 3 | 2 | 5 | 11-17  | 8    |
| 6    | Olsza Kraków (b) | 10 | 0 | 1 | 9 | 5-32   | 1    |

- Do klasy B spadła Olsza Kraków, awansował Makabi Kraków.

### Mistrzostwa Klasy A Lubelskiego OZPN
- mistrz: KS Lublinianka

| Poz. | Drużyna                | M | Z    | R    | P    | Bramki | Pkt. |
| ---- | ---------------------- | - | ---- | ---- | ---- | ------ | ---- |
| 1    | Lublinianka Lublin (b) | 8 | b.d. | b.d. | b.d. | 25-10  | 13   |
| 2    | WKS Kowel (b)          | 8 | b.d. | b.d. | b.d. | 17-12  | 9    |
| 3    | WKS Lublin             | 8 | b.d. | b.d. | b.d. | 18-16  | 9    |
| 4    | WKS Zamość (b)         | 8 | b.d. | b.d. | b.d. | 15-21  | 7    |
| 5    | WKS Chełm              | 8 | b.d. | b.d. | b.d. | 4-20   | 2    |

- Do klasy B spadły drużyny WKS Zamość oraz WKS Chełm, awansowały WKS Hallerczyki Równe, AZS Lublin.

### Mistrzostwa Klasy A Lwowskiego OZPN
- mistrz: Pogoń Lwów[1]

| Poz. | Drużyna            | M  | Z    | R    | P    | Bramki | Pkt. |
| ---- | ------------------ | -- | ---- | ---- | ---- | ------ | ---- |
| 1    | Pogoń Lwów         | 10 | b.d. | b.d. | b.d. | 35-3   | 17   |
| 2    | Czarni Lwów        | 10 | b.d. | b.d. | b.d. | 14-9   | 12   |
| 3    | Hasmonea Lwów      | 10 | b.d. | b.d. | b.d. | 17-11  | 12   |
| 4    | Polonia Przemyśl   | 10 | b.d. | b.d. | b.d. | 18-14  | 11   |
| 5    | Lechia Lwów        | 10 | b.d. | b.d. | b.d. | 10-19  | 8    |
| 6    | Rewera Stanisławów | 10 | b.d. | b.d. | b.d. | 0-38   | 0    |

- Do klasy B spadła Rewera Stanisławów, awansowała Sparta Lwów.

### Mistrzostwa Klasy A Łódzkiego OZPN
- mistrz: ŁKS Łódź

| Poz. | Drużyna            | M | Z    | R    | P    | Bramki | Pkt. |
| ---- | ------------------ | - | ---- | ---- | ---- | ------ | ---- |
| 1    | ŁKS Łódź           | 8 | b.d. | b.d. | b.d. | 34-7   | 13   |
| 2    | ŁTSG Łódź          | 8 | b.d. | b.d. | b.d. | 22-8   | 12   |
| 3    | Klub Turystów Łódź | 8 | b.d. | b.d. | b.d. | 24-13  | 11   |
| 4    | Union Łódź         | 8 | b.d. | b.d. | b.d. | 7-33   | 3    |
| 5    | ŁTG Siła Łódź (b)  | 8 | b.d. | b.d. | b.d. | b.d.   | 1    |

- Przed sezonem WKS 28 PSK Łódź wycofał się z rozgrywek w A klasie i przystąpił do rozgrywek B klasy.
- Nikt nie spadł, z klasy B awansował Widzew Łódź.

### Mistrzostwa Klasy A Poznańskiego OZPN
- mistrz: Warta Poznań

| Poz. | Drużyna            | M  | Z    | R    | P    | Bramki | Pkt. |
| ---- | ------------------ | -- | ---- | ---- | ---- | ------ | ---- |
| 1    | Warta Poznań       | 10 | b.d. | b.d. | b.d. | 42-8   | 18   |
| 2    | Unia Poznań        | 10 | b.d. | b.d. | b.d. | 26-12  | 13   |
| 3    | Pogoń Poznań       | 10 | b.d. | b.d. | b.d. | 19-30  | 9    |
| 4    | Posnania Poznań    | 10 | b.d. | b.d. | b.d. | 17-18  | 8    |
| 5    | Polonia Poznań (b) | 10 | b.d. | b.d. | b.d. | 18-33  | 8    |
| 6    | AZS Poznań         | 10 | b.d. | b.d. | b.d. | 11-32  | 4    |

- Spadł AZS Poznań, z klasy B awansowała Ostrovia Ostrów Wlkp.

### Mistrzostwa Klasy A Toruńskiego OZPN
- mistrz: TKS Toruń

| Poz. | Drużyna                | M | Z | R | P | Bramki | Pkt. |
| ---- | ---------------------- | - | - | - | - | ------ | ---- |
| 1    | TKS Toruń              | 8 | 8 | 0 | 0 | 53-6   | 16   |
| 2    | Sokół Toruń            | 8 | 4 | 1 | 3 | 19-22  | 9    |
| 3    | Olimpia Grudziądz      | 7 | 3 | 0 | 4 | 18-21  | 4    |
| 4    | Szkoła Ofic. Bydgoszcz | 8 | 1 | 1 | 6 | 13-43  | 3    |
| 5    | Polonia Bydgoszcz      | 7 | 1 | 2 | 4 | 7-18   | 2    |

- Po sezonie Sokół zmienił nazwę na Bałtyk.
- Szkoła Oficerska Bydgoszcz w następnym sezonie nie przystępuje do rozgrywek.
- Awansował Gryf Toruń.
- Mecz Polonia Bydgoszcz – Olimpia Grudziądz został unieważniony, a każda z drużyn została ukarana odjęciem dwóch punktów[2]. Wskutek tego Polonia spadła na ostatnie miejsce w tabeli. Bydgoszczanie odwołali się od tej decyzji do Toruńskiego OZPN, który uwzględnił protest i w następnym roku przywrócił Polonię do klasy A[3].
- Wyniki na podstawie komunikatów W. G. i D. Toruńskiego OZPN[2][4].

### Mistrzostwa Klasy A Warszawskiego OZPN
- mistrz: Polonia Warszawa

| Poz. | Drużyna               | M  | Z | R | P  | Bramki | Pkt. |
| ---- | --------------------- | -- | - | - | -- | ------ | ---- |
| 1    | Polonia Warszawa      | 10 | 9 | 0 | 1  | 62:10  | 18   |
| 2    | Warszawianka (b)      | 10 | 7 | 1 | 2  | 36:18  | 15   |
| 5    | WKS Legia Warszawa    | 10 | 5 | 1 | 4  | 40:19  | 11   |
| 4    | Varsovia Warszawa (b) | 10 | 4 | 2 | 4  | 17:32  | 10   |
| 5    | Czarni Radom (b)      | 10 | 2 | 2 | 6  | 15:44  | 6    |
| 6    | AZS Warszawa          | 10 | 0 | 0 | 10 | 3:50   | 0    |

- WKS Warszawa zmiana nazwy na Legia, oryginalna pisownia „Legja”.
- Do klasy B spadł AZS Warszawa, awansowała drużyna WTC, która po sezonie zmieniła nazwę na Korona Warszawa.

### Mistrzostwa Klasy A Wileńskiego OZPN
- mistrz: Pogoń Wilno

| Poz.  | Drużyna         | M | Z | R | P | Bramki | Pkt. |
| ----- | --------------- | - | - | - | - | ------ | ---- |
| 1     | WKS Pogoń Wilno | 4 | 3 | 0 | 1 | 7-5    | 6    |
| 2     | Wilja Wilno     | 4 | 2 | 0 | 2 | 7-8    | 4    |
| 3     | WKS 1PP Wilno   | 4 | 1 | 0 | 3 | 5-6    | 2    |
| [ 5 ] |                 |   |   |   |   |        |      |

- Przed sezonem Lauda Wilno łączy się z WKS 6PP Wilno oraz AZS Wilno tworząc nowy klub o nazwie Wilja Wilno.
- Przed sezonem WKS Wilno zmienia nazwę na WKS Pogoń Wilno
- Nikt nie spadł do klasy B, awansowały drużyny: WKS 42 PP Białystok, Makabi Wilno, Cresovia Grodno.